# Al Jarreau
Al Jarreau, all'anagrafe Alwyn Lopez Jarreau (Milwaukee, 12 marzo 1940 – Los Angeles, 12 febbraio 2017), è stato un cantante statunitense di jazz, rhythm and blues e soul.
Il suo album Breakin' Away del 1981 è rimasto per due anni nella classifica Billboard 200 ed è considerato uno dei migliori esempi del Los Angeles pop & R&B. L'album è valso a Jarreau il Grammy 1982 per la migliore performance vocale pop maschile. In totale, nel corso della sua carriera ha vinto sette Grammy Awards ed è stato nominato per oltre una dozzina di altri. Al Jarreau è l'unico cantante ad aver vinto Grammy Award in tre diverse categorie: jazz, pop, e R&B.
Cantante moderno, capace di esplorare con la voce tutte le timbriche su ritmi swing, pop, jazz e R&B, era un baritono naturale ed è noto per la sua capacità di evoluzione timbrica e per il modo di saltare fra le ottave. È stato accostato a Bobby McFerrin per i suoni vocali percussivi, che aggiunge a linee bop alla Hendricks.

## Biografia
Quinto dei sei figli di Emile Alphonse Jarreau, un pastore della Chiesa Avventista del Settimo Giorno, che era un buon cantante, e con la madre che suonava il pianoforte in chiesa, ebbe le prime esperienze canore in un coro ecclesiastico di Milwaukee (Wisconsin), iniziando secondo alcune fonti con i fratelli all'età di quattro anni.
Durante gli anni del college cantò in un coro dilettantistico chiamato The Indigos e si laureò nel 1962. 
Le prime vere esperienze professionali sono legate ad un trio capitanato da George Duke; da allora Jarreau decise di intraprendere la carriera di cantante professionista.

### Anni '60
Nel 1962 si laurea in psicologia all'Università dell'Iowa, successivamente consegue un master in riabilitazione vocale e, dopo il servizio militare, si trasferisce a San Francisco nel 1964 come consulente per l'integrazione dei disabili presso la California Division of Rehabilitation. Qui si esibisce allo Half Moon Club con un trio insieme a George Duke.
Nel 1965 a Los Angeles si esibisce in piccoli jazz club e nello stesso periodo registra il suo primo album 1965, per la Bainbridge. Nessuno però lo nota e dovranno passare dieci anni prima che venga inciso un secondo album.
Nel 1968 si trasferisce a Los Angeles e si associa musicalmente con il chitarrista Julio Martinez, diventando l'attrazione dei night club di Sausalito; con Martinez, in particolare, si esibisce allo The Improv, un locale in cui fa da intermezzo fra gli sketch di comici come John Belushi, Bette Midler, Robert Klein e David Brenner.

### Anni '70

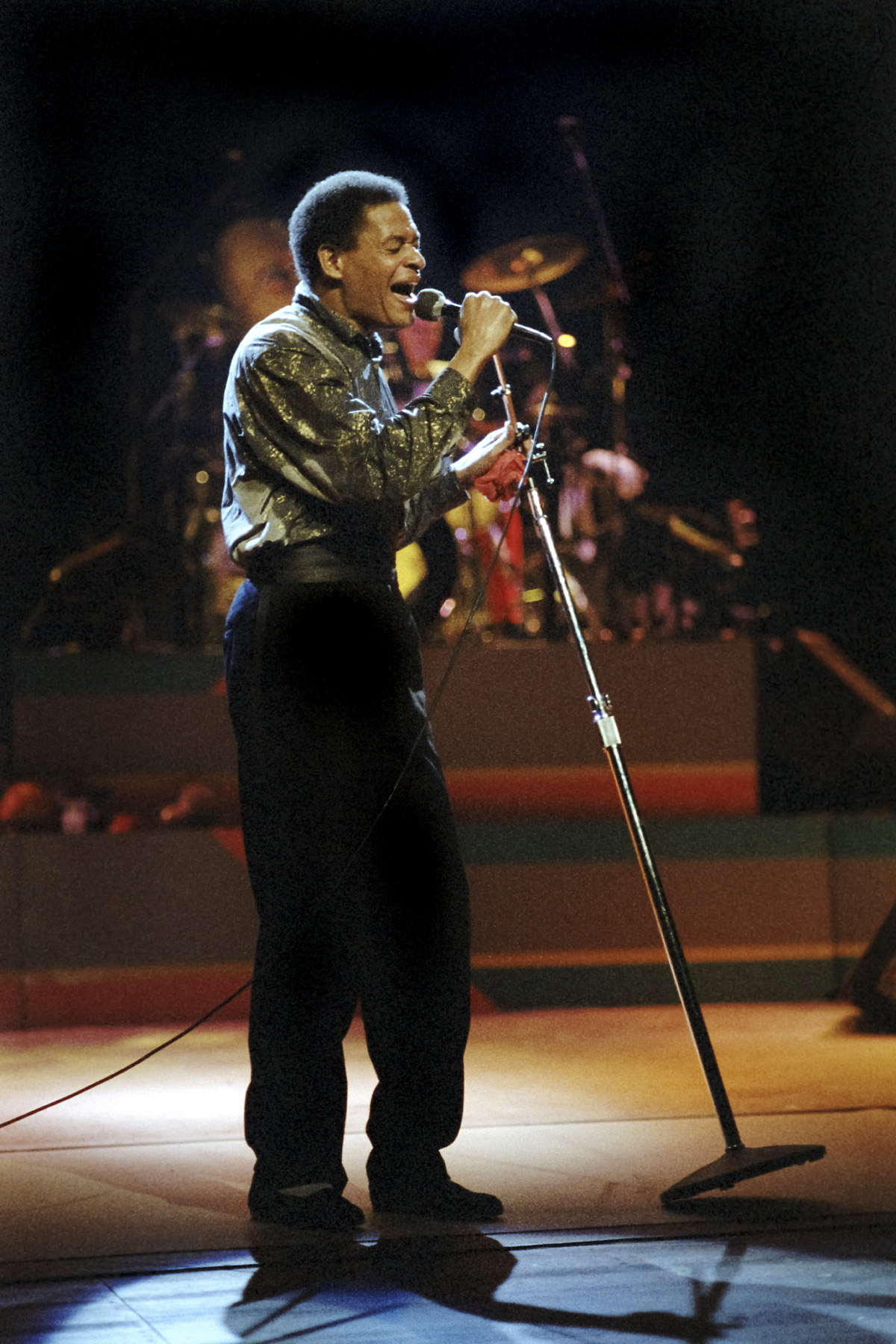
Al Jarreau a Berlino nel 1986

Nel 1975 durante una esibizione al Bla Bla Cafè (ma altre fonti dicono il Troubadour) di Los Angeles, viene notato dal produttore Ian Samwell, allora talent scout della Warner Bros. Records, e pubblica l'album We Got By che in breve tempo riceve positiva accoglienza dalla critica e fa conoscere Jarreau al pubblico tedesco. Riceve in Germania un premio Echo, l'equivalente di un Grammy, come miglior solista internazionale esordiente; poco tempo dopo avrebbe ricevuto un successivo Grammy tedesco per l'album Glow, uscito nel 1976.
We Got By in realtà era il suo secondo album, perché una decina di anni prima aveva inciso un album che l'etichetta Bainbridge aveva intitolato 1965; l'album fu pubblicato nel 1982, malgrado Jarreau avesse vanamente intentato una causa per impedirne l'uscita.
Sulla scia del successo tedesco pubblica il terzo album, Look to the Rainbow, un doppio "live" per promuovere il quale intraprende una tournée internazionale e grazie al quale vince il primo Grammy statunitense come miglior cantante jazz. Nel 1977 incide Take Five, il successo di Dave Brubeck, con testo dello stesso pianista, e lo include nel progetto Look to the Rainbow.
Nel 1978 il successo continua con l'uscita dell'album All Fly Home, per il quale riceve il secondo Grammy tedesco come miglior cantante jazz.

### Anni '80
Lavorando con il produttore Jay Graydon, completa l'album This Time (1980), con cui si apre a pop e al R&B.

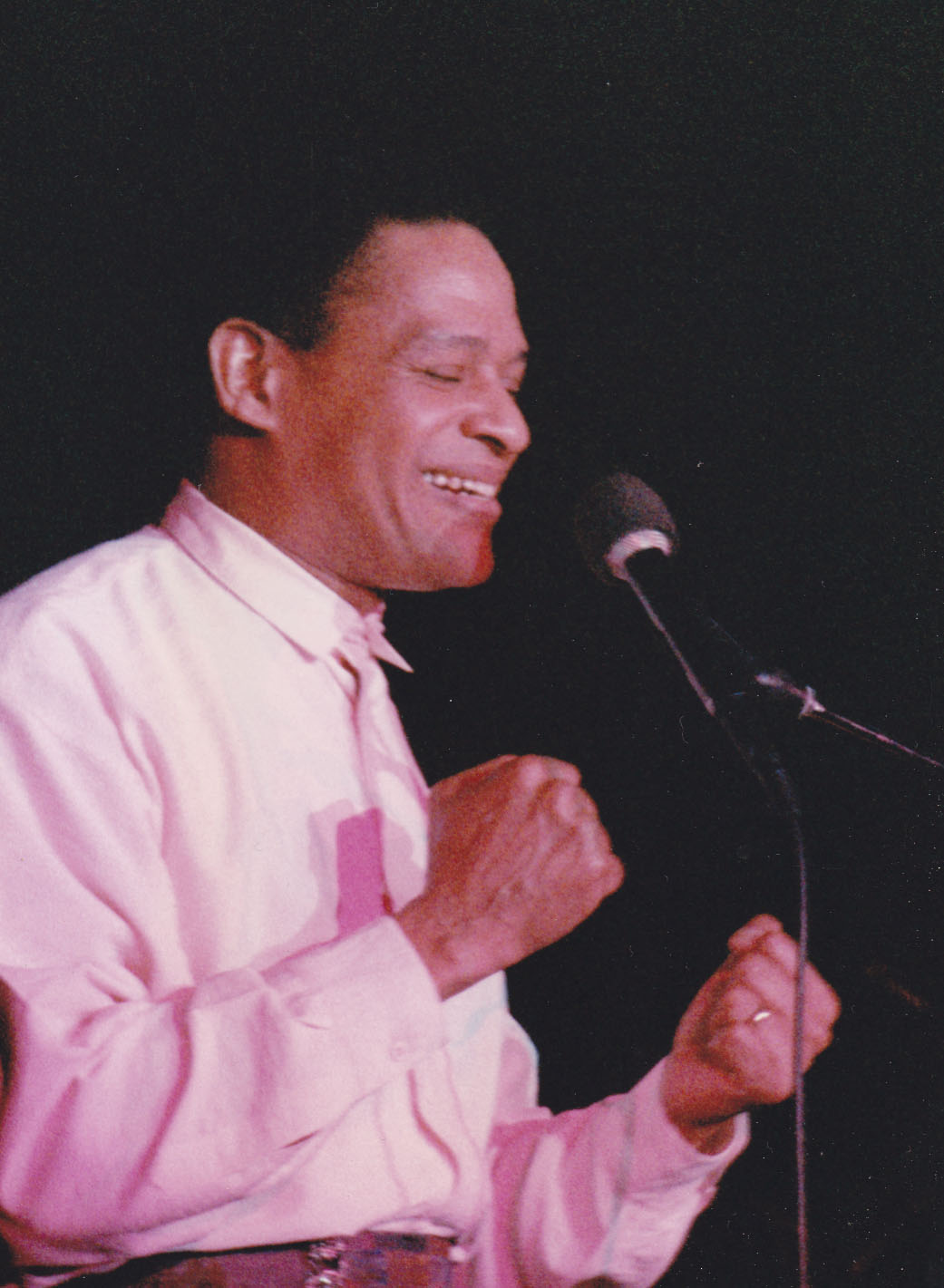
Al Jarreau al Montreux Jazz Festival del 1986

Nel 1981 pubblica l'album Breakin' Away, uno degli album di maggior successo commercial, che contiene il brano We're in This Love Together e che lo porterà a vincere il Grammy come miglior cantante pop e quello come miglior cantante jazz. Riceve un altro Grammy, per questo disco, grazie al brano Blue Rondo à la Turk, rivisitazione del successo di Dave Brubeck.
Nel 1983 arriva l'album Jarreau, le cui vendite gli procurano il disco d'oro in soli due mesi. È il suo terzo album consecutivo al primo posto della classifica Billboard Jazz, mentre si posiziona al quarto posto della classifica degli album R&B e al tredicesimo posto della Billboard 200.   L'album contiene tre singoli di successo: "Mornin'", "Boogie Down" e "Trouble in Paradise". Nel 1984 l'album riceve quattro nomination ai Grammy Award, tra cui quella per Jay Graydon come produttore dell'anno.
Nello stesso anno esce un altro album di grande successo, High Crime, l'ultimo prodotto da Graydon; il suo singolo "After All" raggiunge la sessantanovesima posizione della classifica Hot 100 degli Stati Uniti e la numero 26 della classifica R&B. Segue nel 1985 l'album dal vivo Live in London registrato alla Wembley Arena e L Is for Lover prodotto da Nile Rodgers (chitarrista degli Chic), che lo avvicina a sonorità della disco music. 
Nel 1985 partecipa ad USA for Africa, un supergruppo di 45 celebrità della musica pop tra cui Michael Jackson, Lionel Richie, Stevie Wonder e Bruce Springsteen, cantando We Are the World prodotta da Quincy Jones e incisa a scopo benefico.
Nel 1986 Al Jarreau diventa fonte di ispirazione per un brano, I love what we make together, di Zane Giles; Giles aveva ripreso alcuni dei manierismi di Jarreau, specialmente delle linee di scat, e il brano fu adottato da Miles Davis, che ne fece una versione strumentale, re-intitolata più o meno informalmente Al Jarreau Tune, interpretata solo per due mesi, fra il maggio e il giugno del 1986. Il brano, nella versione di Davis, è incluso in Miles Ahead.
Nel 1985 incide la sigla d'apertura della trasmissione televisiva Moonlighting, che ottiene una nomination ai Grammy; sulla musica di Lee Holdridge, Jarreau ne aveva scritto i testi.
Heart's Horizon esce nel 1988 e comprende il brano So, so good; il disco, prodotto da Jay Graydon, George Duke e Philippe Saisse, riceve una nomination come miglior album R&B.

### Anni '90
Dopo quasi due anni di tournée, Jarreau torna in studio e nel 1992 esce il disco Heaven and Earth, prodotto da Narada Michael Walden, con cui vince il Grammy come miglior cantante R&B.
Nel 1994 è Marcus Miller a produrre l'album Tenderness, cui partecipano fra gli altri Steve Gadd, David Sanborn, Joe Sample e Kathleen Battle; il disco ripropone standard come Your Song di Elton John, Mas que nada di Jorge Ben, She's Leaving Home dei Beatles.
Cominciano le "ospitate" e i camei in altri generi artistici: nel 1996 appare nel musical di Broadway Grease (nel ruolo di Teen Angel) e figura in alcuni show televisivi statunitensi, mentre esce la compilation Best of Al Jarreau.

### Anni duemila

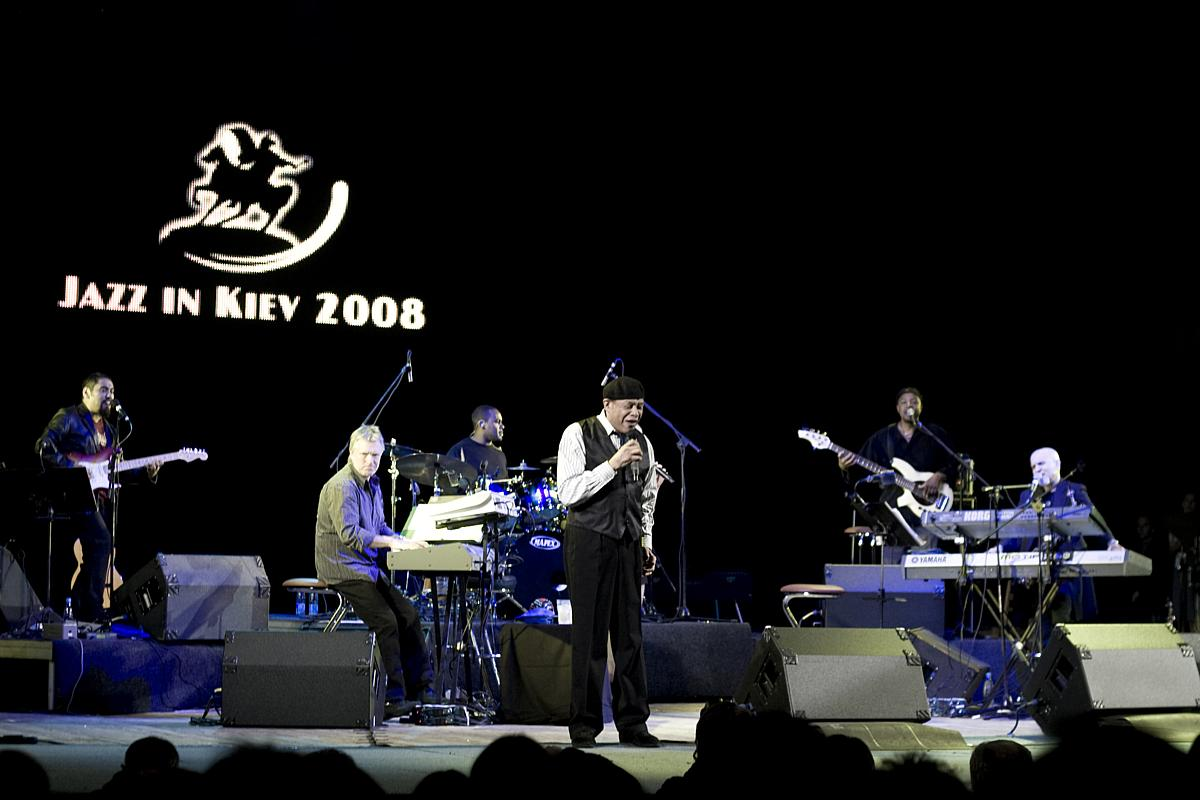
Nel 2008, Jarreau a Kiev per il festival jazz

Nel 2011 Al Jarreau è ospite nel nuovo album di Eumir Deodato con due brani, Double face e I want you more i due brani e l'intero album sono prodotti dal duo italiano Lino e Pino Nicolosi Nicolosi productions. Il brano Double Face, scritto da Nicolosi, Al Jarreau e Deodato, entra nelle classifiche e playlist di moltissime radio in Europa e negli Stati Uniti.
Il 9 dicembre 2011 appare come ospite nello show televisivo di Checco Zalone Resto Umile World Show, mentre il 16 febbraio 2012, nel corso della terza serata del Festival di Sanremo, dedicata all'Italia nel mondo, si esibisce dal vivo cantando il brano Parla più piano con i Matia Bazar.
Il 17 luglio 2012 riceve a Catanzaro il "Riccio d'Argento" dell'orafo Gerardo Sacco di Fatti di Musica, la ventiseiesima rassegna del miglior live d'autore diretta da Ruggero Pegna, nella categoria "I Miti della Musica".

### Malattia e morte
Il 23 luglio 2010 Jarreau viene ricoverato in un ospedale in Francia, dopo essersi esibito a Barcelonnette, per problemi respiratori e aritmie cardiache. Cosciente, in condizioni stabili, resta nell'unità di cardiologia dell'ospedale La Timone di Marsiglia per circa una settimana.
Nel giugno 2012, gli fu diagnosticata una polmonite, che causò l'annullamento di diversi concerti in Francia. Si riprese completamente e continuò a fare numerose tournée per i cinque anni successivi, fino al febbraio 2017.

L'8 febbraio 2017, dopo essere stato ricoverato per esaurimento a Los Angeles, Jarreau cancella le restanti date del tour 2017. In quella data, la Montreux Jazz Academy, parte del Montreux Jazz Festival, annuncia che Jarreau non sarebbe tornato come guida di dieci giovani artisti, come fatto in passato nel 2015.

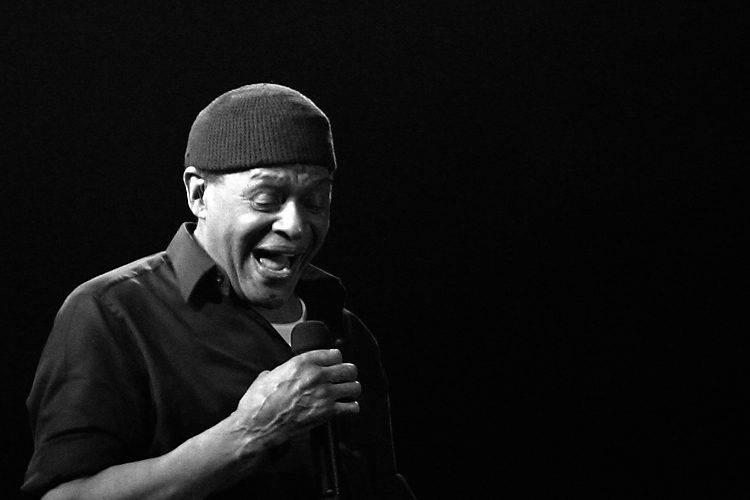
Al Jarreau al North Sea Jazz Festival del 2006

Nel medesimo tempo annuncia il ritiro dalle scene. Muore quattro giorni dopo, a 76 anni.

## Vita privata
È stato sposato con Phyllis Hall dal 1964 al 1968. Successivamente ha sposato l'attrice Susan Player nel 1977, con la quale ha avuto un figlio, Ryan.

## Discografia

### Album
- 1975: We Got By (Reprise)
- 1976: Glow (Reprise) - US# 132, R&B numero 30, Jazz# 9
- 1977: Look to the Rainbow (Warner Bros. Records) - US# 49, R&B# 19, Jazz# 5
- 1978: All Fly Home (Warner Bros.) - US# 78, R&B# 27, Jazz# 2
- 1980: This Time (Warner Bros. Records) - US# 27, R&B# 6, Jazz# 1
- 1981: Breakin' Away (Warner Bros. Records) - US# 9, R&B# 1, Jazz# 1, UK# 60
- 1983: Jarreau (Warner Bros. Records) - US# 13, R&B# 4, Jazz# 1, UK# 39
- 1983: The Masquerade Is Over (Happy Bird)
- 1983: Ain't No Sunshine (Magnum / Blue Moon)
- 1984: High Crime (Warner Bros. Records) - US# 49, R&B# 12, Jazz# 2, UK# 81
- 1984: Spirits & Feelings
- 1984: Al Jarreau (Forever Gold)
- 1985: In London (Warner Bros. Records) - US# 125, R&B# 55, Jazz# 10
- 1985: Replay of Al Jarreau
- 1985: You (Colliers)
- 1986: L Is for Lover (Warner Bros. Records) - US# 81, R&B# 30, Jazz# 9, UK# 45
- 1987: Sings Bill Withers (Blue Moon)
- 1988: Manifesto
- 1988: Heart's Horizon (Warner Bros. Records) - US# 75, R&B# 10, Jazz# 1
- 1992: Heaven and Earth (Warner Bros.) - US# 105, R&B# 30, Jazz# 2
- 1994: Tenderness (Warner Bros. Records) US# 114, R&B# 25, Jazz# 2
- 1995: Living For You (Blue Moon)
- 1996: Best of Al Jarreau (Warner Bros. Records) - Jazz numero 8
- 1996: Lean on Me (ITC Masters)
- 1998: Tribute to Bill Withers (Culture Press)
- 1998: Love & Happiness (Mastertone)
- 1998: Improvisations (Blue Moon)
- 1999: Masters (Eagle Rock Records)
- 2000: Tomorrow Today (GRP) - US# 137, R&B# 43, Jazz# 1
- 2000: Gold Collection (Fine Tune)
- 2000: Al Jarreau: Magic Collection (The Magic Collection)
- 2000: Golden Legends (Direct Source)
- 2000: Come Rain or Shine (Jazz Time)
- 2000: Early Gold And New Spins (Cleopatra Records)
- 2001: This One's for You (Hallmark Records)
- 2001: Expressions (Prism Platinum)
- 2002: Free Spirit (Park South Records)
- 2002: Still In Love With You (Blue Moon)
- 2002: All I Got (GRP) - US# 137, R&B# 43, Jazz# 3
- 2002: One Note Samba (Traditional Line)
- 2003: Members Edition (United Multi License)
- 2004: Al and Lou (2 Camels)
- 2004: Master Classics (Master Classics)
- 2004: Accentuate the Positive (GRP Records)
- 2005: The Great Al Jarreau (Goldies)
- 2005: My Favorite Things (Golden Stars)
- 2005: R&B Soul (Direct Source)
- 2006: Most Famous Hits (Most Famous)
- 2006: Al Jarreau/George Benson Super (MNT)
- 2006: Improvisations Album One (Synergie)
- 2006: Improvisations Album Two (Synergie)
- 2006: Living for You (Synergie)
- 2006: Givin' It Up (with George Benson) (Concord) - US# 58, R&B# 14, Jazz# 1
- 2007: R&B Soul: Live (Direct Source)
- 2008: Look To The Rainbow: Live in Europe
- 2008: Love Songs (Rhino)
- 2008: Christmas (Rhino)
- 2009: The Very Best Of Al Jarreau: An Excellent Adventure (Rhino)
- 2012 Al Jarreau and The Metropole Orkest Live (Concord)
- 2014 My Old Friend - Celebrating George Duke (Rhino)

## Grammy Award

### Vittorie
- 1978 — Best Jazz Vocal Performance, Look To The Rainbow
- 1979 — Best Jazz Vocal Performance, All Fly Home
- 1981 — Best Album for Children, In Harmony A Sesame Street Record, together with other artists
- 1982 — Best Male Pop Vocal Performance, Breakin' Away
  - — Best Jazz Vocal Performance, Male, "(Round, Round, Round) Blue Rondo A La Turk"
- 1993 — Best Male R&B Vocal Performance, Heaven and Earth
- 2007 — Best Traditional R&B Vocal Performance, "God Bless The Child", together with George Benson and Jill Scott

### Nomination
- 1981 — Best Male R&B Vocal Performance, "Never Givin' Up"
- 1982 — Album of the Year, Breakin' Away
- 1984 — Best Instrumental Arrangement Accompanying Vocalist(s), "Step by Step" , together with Tom Canning, Jay Graydon and Jerry Hey
- 1985 — Best R&B Performance by a Duo or Group with Vocals, "Edgartown Groove" , together with Kashif
- 1986 — Best Male R&B Vocal Performance, High Crime
- 1987 — Best Male R&B Vocal Performance, "Since I Fell For You"
- 1988 — Best Male Pop Vocal Performance, "Moonlighting (Theme)"
  - — Best Song Written for a Motion Picture, Television or Other Visual Media, "Moonlighting (Theme)", together with Lee Holdridge
- 1990 — Best Male R&B Vocal Performance, Heart's Horizon
- 1995 — Best Male R&B Vocal Performance, "Wait For The Magic"
- 2005 — Best Jazz Vocal Album, Accentuate The Positive
- 2007 — Best R&B Performance by a Duo or Group with Vocals, "Breezin'" , together with George Benson